# Édouard Joseph Arnaud
Édouard Joseph Arnaud, francoski general, * 1875, † 1943.